# Silvia Costa (atleta)
Silvia Costa Acosta-Martínez (4 maggio 1964) è un'ex altista cubana.

## Palmarès

### Mondiali
- 1 medaglia:
  - 1 argento (Stoccarda 1993)

### Mondiali indoor
- 1 medaglia:
  - 1 bronzo (Parigi 1985)

### World Cup
- 1 medaglia:
  - 1 oro (Barcellona 1989)

### Universiadi
- 3 medaglie:
  - 1 oro (Kobe 1985)
  - 2 argenti (Edmonton 1983; Duisburg 1989)

### Giochi panamericani
- 3 medaglie:
  - 3 argenti (Caracas 1983; Indianapolis 1987; Mar del Plata 1995)

### Campionati ibero-americani
- 3 medaglie:
  - 2 ori (L'Avana 1986; Città del Messico 1988)
  - 1 argento (Siviglia 1992)